# Absolute Let's Dance opus 3
Absolute Let's Dance opus 3, kompilation i serien Absolute Dance udgivet i 1993. Cd-versionen indeholder 19 sange, mens bånd- og vinyl-versionen indeholder 12 sange.

## Sangliste (CD)
1. Apache Indian – "Boom Shack-A-Lak"
2. DJ Bobo – "Keep On Dancing!" (Classic Radio Mix)
3. Jazzy Jeff & Fresh Prince – "Boom! Shake The Room"
4. Minnesota – "What's Up? – Dance Version" (7" Dance Mix)
5. Aftershock – "Slave To The Vibe" (7" Radio Mix)
6. Silk – "Baby It's You" (7" Radio Mix)
7. SWV – "Right Here-Human Nature" (Radio Mix)
8. Rob'n'Raz – "Clubhopping" (Radio Edit)
9. Sound of Seduction – "Feel Like Dancing"
10. Snap – "Do You See The Light (Looking For)"
11. D:Ream – "U R The Best Thing"
12. Michelle Gayle – "Looking Up" (Radio Edit)
13. Cut'N'Move – "Peace, Love & Harmony" (Spec. Let's Dance Remix Edit)
14. AB Logic – "AB Logic" (Euro Club Mix)
15. Ali and Frazier – "Uptown Top Ranking"
16. Stereo MC's – "Creation" (7" Edit)
17. The Goombas feat. George Clinton – "Walk The Dinosaur" (Club Remix Edit)
18. Club X – "Sweet Talk" (Night Shift Mix)
19. Titiyo – "Never Let Me Go" (Magnus Mix)

## Sangliste (BÅND/VINYL)
1. Apache Indian – "Boom Shack-A-Lak"
2. DJ Bobo – "Keep On Dancing!" (Classic Radio Mix)
3. Jazzy Jeff & Fresh Prince – "Boom! Shake The Room"
4. Minnesota – "What's Up? – Dance Version" (7" Dance Mix)
5. Aftershock – "Slave To The Vibe" (7" Radio Mix)
6. Silk – "Baby It's You" (7" Radio Mix)
7. SWV – "Right Here-Human Nature" (Radio Mix)
8. Rob'n'Raz – "Clubhopping" (Radio Edit)
9. Sound Of Seduction – "Feel Like Dancing"
10. Snap – "Do You See The Light (Looking For)"
11. D:Ream – "U R The Best Thing"
12. Michelle Gayle – "Looking Up" (Radio Edit)